# 송 원공
송 원공(宋元公, ? ~ 기원전 532년)은 중국 춘추 시대의 인물로, 제27대 송공이다. 성은 자(子), 휘는 좌(佐)이다.

## 생애
26대 송공 송 평공의 첩복 소생으로, 어머니는 송나라 예사도(芮司徒)의 딸 기(棄)다. 기는 태어날 때 붉고 털이 있어 버려졌는데, 송 평공의 어머니이자 송 공공의 부인으로 희성(姬姓)인 공희가 주워다 길렀고, 장성하니 미녀가 돼 공희가 평공의 첩으로 주었다. 기는 좌(佐) - 원공 - 를 낳았는데, 좌는 용모는 볼품없었으나 마음씨는 착했다.
평공 39년(기원전 537년) 가을, 평공이 참소를 듣고 형 태자 좌(痤)를 죽이면서 태자로 책봉됐다. 당시 태자 좌는 사이가 나쁜 시인 혜장이려(惠牆伊戾)의 참소를 받았고 좌사 상술(向戌)과 기가 모두 이려의 참소에 찬동해 갇혀 있었다. 공자 좌는 태자 좌에게 사면 요청을 받았고, 정오까지 소식이 없으면 사면되지 못한 것으로 알겠다고 들었다. 이를 전해들은 상술의 방해를 받아, 상술과 떠들다가 시간이 정오가 돼 태자 좌는 자결했다.
평공 44년(기원전 532년), 평공이 죽으면서 좌가 송공이 됐다.
원공 8년(기원전 524년), 화재가 나자 정나라와 같은 방식으로 화재를 다스렸다. 이해 6월에 주(邾)나라가 우(鄅)나라를 습격해 우나라 사람들을 포로로 잡자, 우부인이 송나라 상술의 딸이므로 원공 9년(기원전 523년) 봄 2월에 상술의 아들 상영(向寧)의 청을 받아 친히 주나라를 공격하고, 1달간 충읍(蟲邑)을 포위하고 취해 주나라에서 우나라 포로들을 돌려보냈다.
원공 10년(기원전 522년), 화씨(華氏)와 상씨(向氏)를 미워해 여러 공자들을 속여 죽이려 했으나, 화정(華定)과 화해(華亥)에게 선수를 빼앗겨 화해가 병에 걸린 것처럼 꾸미고 문병 온 송 원공 측의 공자들을 잡아, 6월 병신일에 공자 인(寅) · 공자 어융(御戎) · 공자 주(朱) · 공자 고(固) · 공손 원(援) · 공손 정(丁)은 살해당했고 상승(向勝)과 상행(向行)은 구금되었다. 원공은 화씨에게 석방을 청했으나 협박을 받았고, 결국 화씨와 상호 인질을 교환하기로 하고 결맹해 태자 난과 난의 아우 공자 신(辰) · 공자 지(地)를 화해에게 인질로 주고 화해의 아들 무척(無慼) · 상영의 아들 나(羅) · 화정의 아들 계(啓)를 인질로 받았다. 이때 공자 성(城) · 공손 기(忌) · 악사(樂舍) · 사마 강(彊) · 상의(向宜) · 상정(向鄭)은 정나라로 달아났다. 당시 초 평왕에게 쫓겨난 폐태자 건은 3월에 송나라로 망명 왔다가, 송나라의 혼란상을 보고 송 원공 편에 가담했다가 마찬가지로 정나라로 달아났다. 또 소주 목공의 아들인 예갑(郳甲)도 송 원공 편에 섰다가 정나라로 달아났다. 이 여덟 사람의 무리가 귀염(鬼閻)에서 화씨와 싸웠으나 졌고, 공자 성은 진나라로 달아났다. 화해는 인질로 잡은 공자들에게 매일 밥을 먹이고서야 자기 밥을 먹었고, 원공도 매일마다 화씨 집에 와서 그리했다. 화해가 이를 꺼려 공자들을 풀어주려다가 상영이 인질을 왜 잡았는지를 지적하자 그만뒀다. 원공은 대사마 화비수(華比遂)의 도움을 청해 10월에 자신이 잡은 인질들을 죽이고 화씨와 상씨를 공격했다. 화씨와 상씨는 진나라로 달아났고, 화비수의 아들 화등(華登)은 오나라로 달아났다. 화해는 달아나면서 노쇠한 소사구 화경(華牼)에게 자신의 인질들을 맡겨 원공에게 돌려보냈다.
원공 11년(기원전 521년), 화해 · 상영 · 화정은 진나라에서 송나라 남리로 돌아와 반란을 일으켰다. 화비수의 아들 소사마 화추(華貙)와 어사 화다료(華多僚)는 사이가 나빠, 화다료가 원공에게 화추가 망명한 화씨와 상씨를 불러들이려고 한다고 참소했다. 원공은 참소를 믿고도 화비수가 아들 둘을 잃게 하고 싶지는 않았으나, 화다료가 집요하게 권하므로 화비수와 의논하고 화추를 맹제로 사냥 보냈다가 그대로 축출하기로 했다. 그런데 화추의 가신 장개(張匄)가 화비수와 원공이 화추를 사냥 보내기 전 후히 대접하자 수상히 여기고 화비수의 가신 의료를 협박해 사실을 알았다. 화추는 장개가 화다료를 죽이려는 것을 말렸으나, 5월 화추가 화비수를 만나고 돌아가는 길에 화다료를 만나자 장개가 화다료를 죽이고 화비수를 협박해 화씨와 상씨를 불러들였다. 악대심(樂大心) · 풍건(豐愆) · 화경이 횡에서 화씨와 상씨를 막자 화씨는 남리에서 반란을 일으켰다. 6월 경오일, 송나라는 화씨와 상씨에 대한 방비를 갖추었다. 10월, 오나라로 망명한 화등이 오군을 거느리고 화씨를 구원했으나, 제나라 대부 오지명(烏枝鳴)이 오군을 격파했다. 원공은 화등의 남은 군대와 싸워 졌으므로 달아나려 했으나, 주인 복(濮)이 말리고 군세를 다시 떨쳤다. 오지명이 검을 사용하도록 권하자 원공은 이를 받아들여 화씨를 패주시켰다. 송군과 제군은 화씨를 추격했고, 복이 화등의 머리를 얻었다고 거짓 선전해 신리에서 화씨를 패주시키니 원공을 위해 싸우던 적루신(翟僂新)이 화씨에게 점거당한 신리 땅에서, 화씨를 돕던 화주(華妵)가 공리에서 원공에게 귀순했다. 11월 계미일에는 앞서 진나라로 망명한 공자 성이 진나라의 원군을 끌고 왔고, 진나라는 조나라 · 제나라 · 위나라와 연합해 진나라의 순오 · 제나라의 원하기(苑何忌) · 위나라 공자 조(朝)가 송나라를 구원했다. 송나라 구원군은 자구(赭丘)에서 화씨와 싸워 화표(華豹) · 장개 · 간주를 죽이고 화씨를 크게 무찔러 드디어 남리를 포위했다. 그러나 초나라에서 위월(薳越)이 화씨를 구원했다.
원공 12년(기원전 520년), 송나라 측의 제후연합군이 이 이상 싸우다 반격에 해를 입을 것을 꺼려, 결국 화해 · 상영 · 화정 · 화추 · 화등 · 황엄상(皇奄傷) · 성장(省臧) · 사평(士平) 등을 송나라에서 초나라로 축출하는 것으로 마무리됐다. 원공은 화비수 대신 공손 기를 대사마로 삼고, 화정 대신 변앙(邊卬)을 대사마로 삼고, 악기려를 사성으로 삼고, 상영 대신 중기(仲幾)를 좌사로 삼고, 악대심(樂大心)을 화해 대신 우사로 삼고, 악만(樂晩)을 대사구로 삼아 국인을 안정시켰다.
원공 15년(기원전 517년), 노나라에서 임금 노 소공이 삼환 중 계손씨와 싸우다 스스로 나라를 버리고 달아난 사건에 개입해 진나라에 노 소공의 귀국을 청하려 했다. 그러나 진나라로 가는 중에 송나라 경내의 곡극(曲棘)에서 11월 기해일에 사망했다. 아들 경공이 뒤를 이었다.

## 가계
- 송 평공
  - 태자 좌(痤)
  - 송 원공
    - 송 경공
    - 공자 신
    - 공자 지
    - 공자 서진
      - 공자 규
        - 송 소공